# Tomoya Wakahara
Tomoya Wakahara (若原 智哉 Wakahara Tomoya?, Shiga, 28 de diciembre de 1999) es un futbolista japonés que juega como guardameta en el JEF United Chiba.

## Trayectoria

### Clubes
| Club                      | País  | Año       |
| ------------------------- | ----- | --------- |
| Kyoto Sanga F. C.         | Japón | 2018-2024 |
| V-Varen Nagasaki (cedido) | Japón | 2024      |
| JEF United Chiba          | Japón | 2025-     |